# Stuardomyia crassiseta
Stuardomyia crassiseta är en tvåvingeart som beskrevs av Cortes 1945. Stuardomyia crassiseta ingår i släktet Stuardomyia och familjen parasitflugor. Inga underarter finns listade i Catalogue of Life.